# Шекснинське водосховище

Мапа сточища Рибінського водосховища. Шекснинське водосховище також позначено на мапі

Шекснинське водосховище (рос. Шекснинское водохранилище) — водосховище на річці Шексна і озері Біле, у Бєлозерському, Вашкінському, Кириловському, і Шекснинському районах Вологодська область, Росія. Водосховище утворено греблею Шекснинської ГЕС, розташованої в селищі міського типу Шексна.
Шексининське водосховище є частиною Волго-Балтійського водного шляху і використовується для пасажирських і вантажних перевезень. Північно-Двінський канал, що з'єднує сточища Волги і Північної Двіни через Кубенське озеро, і Білозерський канал, минаючи озеро Біле, виходить до Шексининського водосховища.
На початку ХІХ століття, Маріїнська водна система з'єднала сточища Волги і Неви через Онезьке озеро. Система широко використовувалася, проте, у ХХ столітті вона не могла збільшити вантажопотік, і було прийнято рішення реконструювати стару систему, через будівництва Волго-Балтійського водного шляху. Шескининська гребля була частиною цього проекту. Будівництво проходило у 1963—1964 рр. Довжина греблі водосховища становить 1100 метрів, комплекс греблі включає до свого складу 2 шлюзи. Нижче за течією Шексни розташоване Рибінське водосховище.